# Cofradía de los Estudiantes (Jaén)
La Ilustre y Franciscana Cofradía del Santísimo Cristo de las Misericordias y Nuestra Señora de las Lágrimas (Estudiantes) es una cofradía con sede canónica en la Iglesia Parroquial de la Merced en la ciudad de Jaén (España). Realiza su salida procesional durante la Semana Santa jiennense, en la tarde del Lunes Santo.

## Historia
El Jueves Santo de 1946 un grupo de cofrades decidieron, viendo pasar a la Congregación de la Vera-Cruz, promover la creación de una cofradía que aglutinara al gremio estudiantil. Iniciaron el proyecto de la «Entrada Triunfal de Nuestro Señor en Jerusalén», que se vio truncado al erigirse un grupo similar en la parroquia de San Bartolomé. Desde ese momento comienzan los contactos con la comunidad del Real Monasterio de Santa Clara para incluir la imagen de Cristo de su propiedad en la cofradía, y con la condesa de Fuenrubia para incluir la imagen de la dolorosa de su propiedad que existía en el Monasterio de Santa Teresa de las Carmelitas Descalzas. El 16 de mayo de ese mismo año se funda la cofradía con el título «Real Cofradía de Estudiantes del Santísimo Cristo de la Sangre y Nuestra Señora de las Lágrimas», confirmando dos días después la comunidad de las clarisas la incorporación de su crucificado. Sus primeros estatutos los aprobó el obispo Rafael García y García de Castro en diciembre. En 1947 realizó su primera estación de penitencia, incorporó la imagen de una dolorosa obra de Juan Martínez Cerrillo y trasladó u sede al convento de las clarisas. Entre 1948 y 1962 la cofradía procesionó la imagen de María Magdalena de la Congregación del Santo Sepulcro.
En 1960 realizó un nuevo paso para el Cristo que, debido a sus dimensiones, obligó al traslado de sede hasta el convento de la Merced. En 1962, 1963 y 1965 salió desde la Santa Iglesia Catedral y en 1964 desde la iglesia de San Roque donde se estableció desde 1966 y donde la virgen recibió el apodo de «Virgen de los Clavitos». En la Semana Santa de 1980 la cofradía se encerró en la Merced donde quedó establecida, los nuevos estatutos los aprobó el obispo Santiago García Aracil en 1991, año en el que el Rey Don Juan Carlos I aceptó el título de Gobernador Honorario. Ese mismo lo aceptó también la Universidad de Jaén en 1993.
En 1996 celebró el Cincuentenario de su fundación con el VII Encuentro de Hermandades de Misericordia de Andalucía, un triduo extraordinario y una procesión extraordinaria hasta la Catedral, donde se hizo estación ante el Santísimo Sacramento y el Santo Rostro. En marzo de 2008 la Provincia Franciscana de Nuestra Señora de Regla le concedió el título de «Franciscana» que ratificaba los vínculos de la cofradía con la orden a través de la comunidad del Real Monasterio de Santa Clara.
En 2011, la Virgen de las Lágrimas participó en el Vía Crucis de la Cruz de los Jóvenes representando la IV estación. Por su parte, en 2015, el Cristo de las Misericordias fue trasladado a la SI Catedral para presidir la apertura del Jubileo de la Misericordia.

## Titulares

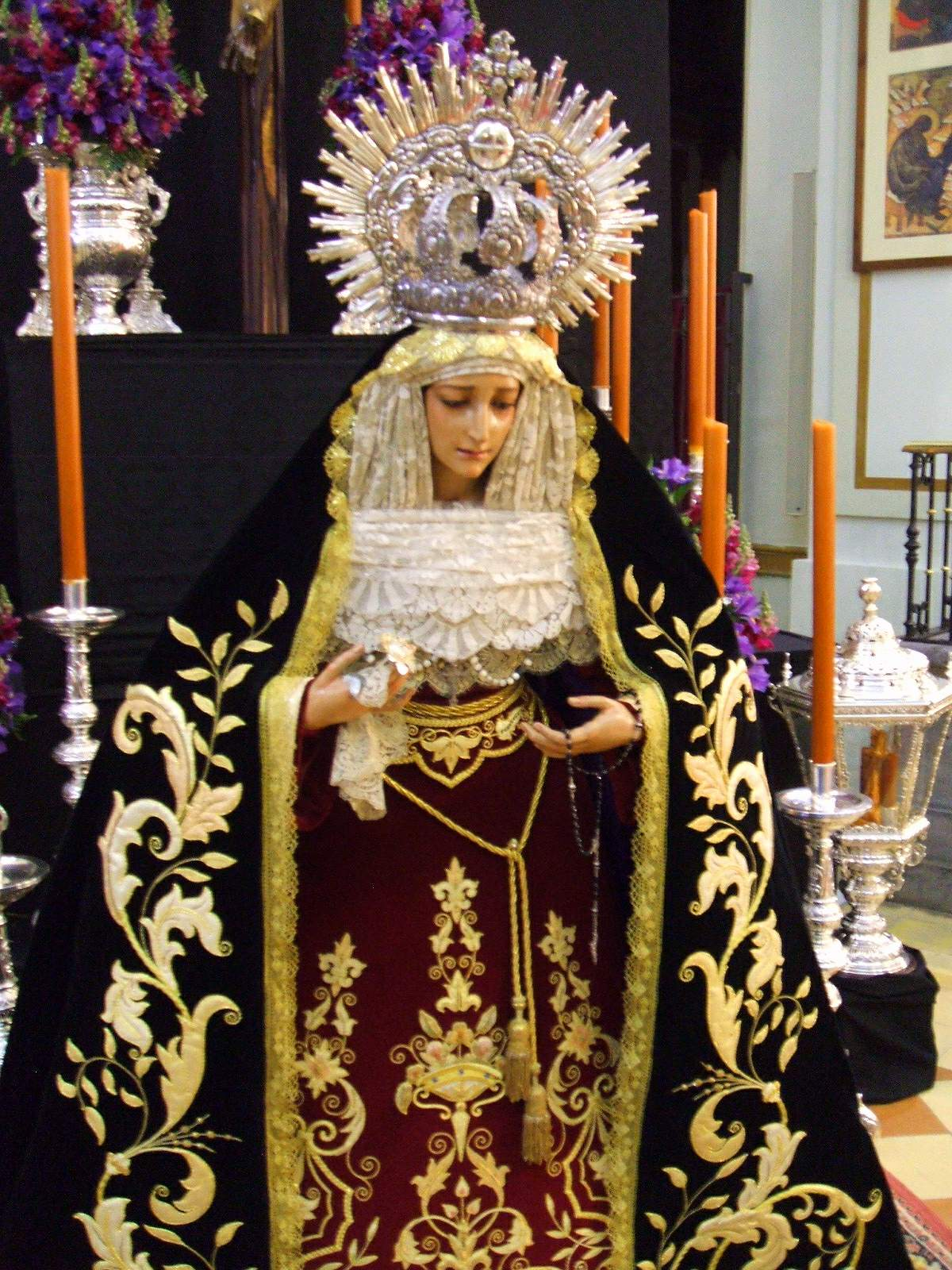
Virgen de las Lágrimas.

### Santísimo Cristo de las Misericordias
El Santísimo Cristo de las Misericordias, es una obra anónima del siglo XVI, atribuida a Salvador de Cuellar. Está realizada en madera de nogal. Es propiedad del Real Monasterio de Santa Clara, donde permanece todo el año excepto durante la Semana Santa. Ha sido restaurada en 1948 por Martínez Cerrillo, en 1979 por Miguel Arjona Navarro y en 1998 por María José López de la Casa. También es conocido como «Cristo de Bambú».

... se trata de obra muy probable de Salvador de Cuellar el menor, por tanto, también jaenero, que no foráneo, de Sevilla, como persistentemente se ha apuntado y se sigue apuntando.
José Domínguez Cubero

### Nuestra Señora de las Lágrimas
La imagen Nuestra Señora de las Lágrimas, es obra de Juan Martínez Cerrillo entre los años 1936 y 1938. Era titular de la Hermandad cordobesa del Calvario, bajo la advocación de «Nuestra Señora del Mayor Dolor y Esperanza», que la sustituyó en 1945 por una nueva talla devolviéndosela a su autor. La cofradía la adquirió en 1947. Es una imagen de candelero tallada en madera de pino. Fue restaurada en 1985 por su propio autor y en 1995 por Antonio Bernal Redondo. En la época en la que estuvo en la Iglesia de Belén y San Roque se la apodó con el sobrenombre de «Virgen de los Clavitos», haciendo alusión a los clavos que porta en una de sus manos. 

## Sede
Es la Iglesia Parroquial de la Merced.

## Traje de Estatutos
El traje de estatutos consta de túnica de raso negro, capa negra con forro blanco, caperuz y cíngulos blancos en el caso del Señor de las Misericordias. Para Nuestra Señora de las Lágrimas, la túnica y la capa son de lanilla blanca, el caperuz de raso azul y el cíngulo de seda azul.

## Patrimonio musical
- "Cristo de la Misericordia" de José Cuadrado (1981)
- "Virgen de los Estudiantes" de Miguel Ángel Colmenero (1988)
- "Himno a la Virgen de las Lágrimas" de José Sapena (1992)
- "Cristo de los Estudiantes" de José Marquina (1995)
- "Virgen de los Clavitos" de Abel Moreno (1996)
- "50 aniversario Cofradía de los Estudiantes" de Miguel Ángel Colmenero (1996)
- "Cristo de Bambú" de José Ángel González (1998)
- "Plegaria al Cristo de los Estudiantes" de José Manuel Mena Hervás (1999).
- "Misericordia en la Merced" de José Manuel Sánchez Molero (2001)
- "Soberano en Santa Clara" de José María Sánchez Martín (2005)
- "Regina Lacrimarum" de Juan de Dios Ramírez Higueras (2015)
- "Lágrimas de María" de Víctor Moreno (2015)
- "A la Merced de tus Lágrimas" de Cristóbal López Gándara (2020)
- "Misericordias" de Cristóbal López Gándara (2021)

## Paso por la carrera oficial
| Predecesor: Hermandad de la Amargura | Orden de entrada en la carrera oficial (Lunes Santo) 3.er lugar | Sucesor: Hermandad del Divino Maestro (Martes Santo) |